# José Enrique
José Enrique Sánchez Díaz (* 23. Januar 1986 in Valencia) ist ein ehemaliger spanischer Fußballspieler, der meist als linker Verteidiger oder als Innenverteidiger spielte.

## Spielerkarriere

### Zeit in Spanien
Der gebürtige Valencianer José Enrique stammt aus der Jugend von UD Levante. Von dessen B-Team wechselte er 2005 zum großen Nachbarn und Rivalen FC Valencia. Die Valencianer verliehen ihn zunächst einmal an Celta Vigo, da er kaum Chancen auf viele Einsätze bei den Levantinern hatte. Bei Celta hingegen konnte er überzeugen, was das Interesse von anderen Vereinen erweckte. Ohne auch nur einmal für den FC Valencia in einem Pflichtspiel zum Einsatz gekommen zu sein wechselte er im Sommer 2006 zu Valencias Dauer-Rivalen FC Villarreal. Dort setzte er sich auf Anhieb ebenfalls durch und seine bestechend guten Leistungen ließen ihn erstmals in ganz Europa bekannt werden.

### Newcastle United
Am Ende der Saison stand der Wechsel zum fünften Verein in nur drei Jahren an – zum englischen Erstligisten Newcastle United. Die Magpies konnten sich im Rennen um den talentierten Spanier u. a. gegen Manchester City und den FC Liverpool durchsetzen und bezahlten am Ende 6,5 Millionen Pfund für ihn. Sein Debüt für Newcastle gab José Enrique gegen den FC Barnsley am 29. August 2007 in einem Pokalspiel. Am 23. September 2007 wurde er schließlich erstmals in der ersten Liga eingesetzt als Einwechselspieler gegen West Ham United. In der Saison 2009/10 wurde er ins PFA Team of the Year der Football League Championship gewählt.

### FC Liverpool
Am 12. August 2011 gab der FC Liverpool die Verpflichtung von Enrique bekannt. Laut Presseberichten lag die Ablösesumme bei umgerechnet 6,3 Millionen Euro.

### Real Zaragoza
Nachdem sein Vertrag in Liverpool ausgelaufen war, verpflichtete der spanische Zweitligist Real Zaragoza Enrique am 7. September 2016. Am 6. September 2017 gab er aus Verletzungsgründen seinen Rücktritt vom Profifußball bekannt.

### Titel
FC Liverpool
- League Cup: 2012

### Sonstiges
José Enriques Spitzname in England ist „The Bull“ (Der Bulle), welchen er aufgrund seines harten Abwehrverhaltens verliehen bekam. Zudem spielte er für Spaniens U-21 Nationalteam.